# Molen De Visscher
De Molen De Visscher is een windmolenrestant in de tot de Oost-Vlaamse gemeente Lochristi behorende plaats Beervelde, gelegen aan de Rivierstraat 12.
Deze ronde stenen molen van het type grondzeiler fungeerde als oliemolen.

## Geschiedenis
De molen werd in 1873-1877 gebouwd. In 1881 kwam er een stoommachine en sprak men van een oliestoommolen. In 1905 werd de molen getroffen door brand. Omdat olieslagerijen nauwelijks meer rendabel waren werd de molen niet meer herbouwd. De molen werd ingezet bij een bloemisterij en er werd een motor in geplaatst die in 1923 werd verwijderd. In 1939 werd de -inekorte- romp verbonden met het woonhuis. Lang heeft de romp als bergplaats gediend en uiteindelijk werd het een met het woonhuis verbonden open ruimte.
- Inventaris van het Bouwkundig Erfgoed (Vlaanderen): 34545